# 1940 Whipple
1940 Whipple (1975 CA) là một tiểu hành tinh vành đai chính được phát hiện ngày 2 tháng 2 năm 1975 bởi Harvard College ở trạm Agassiz.